# Палеодиктиоптеры

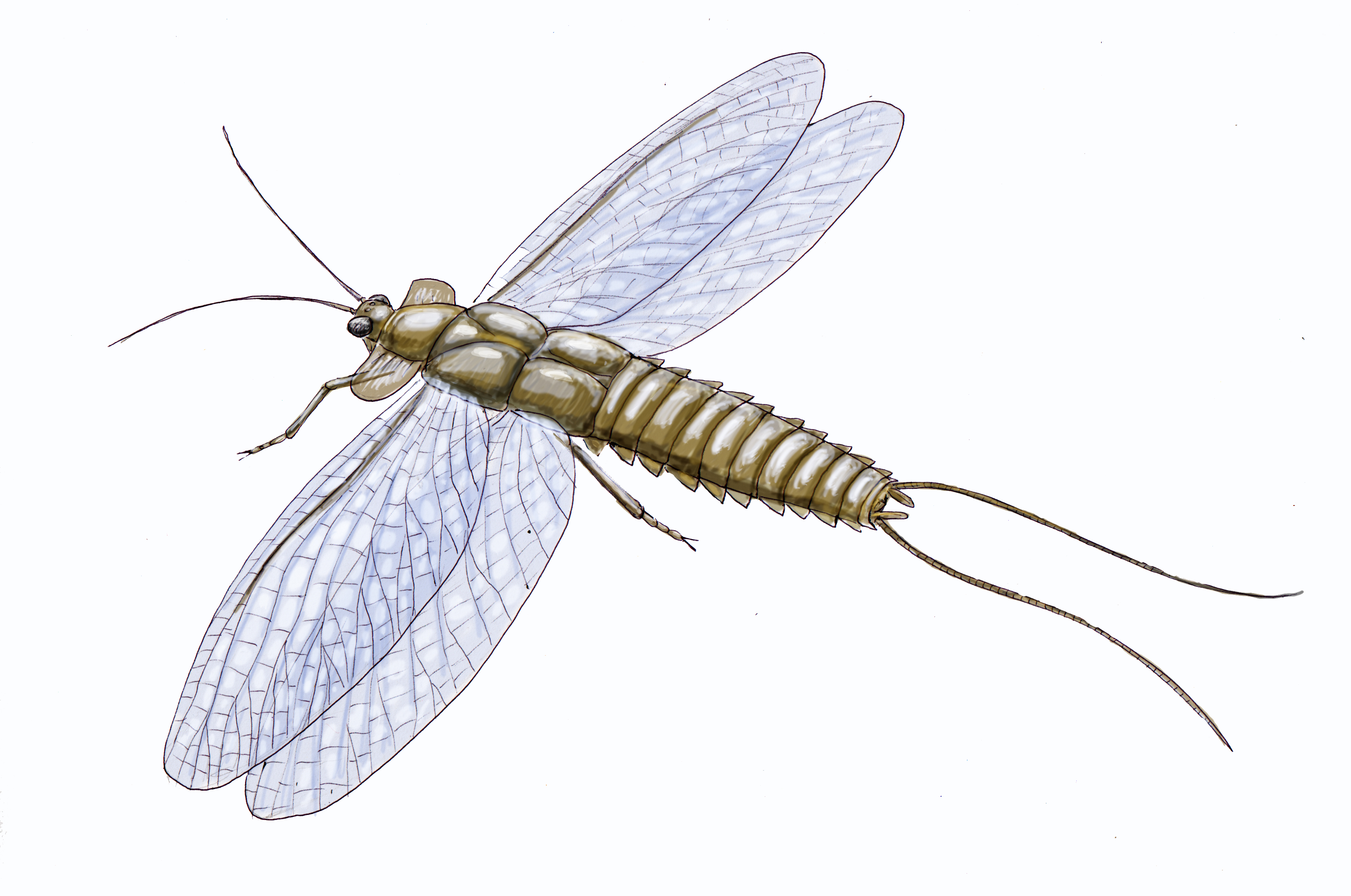
Реконструкция Mazothairos

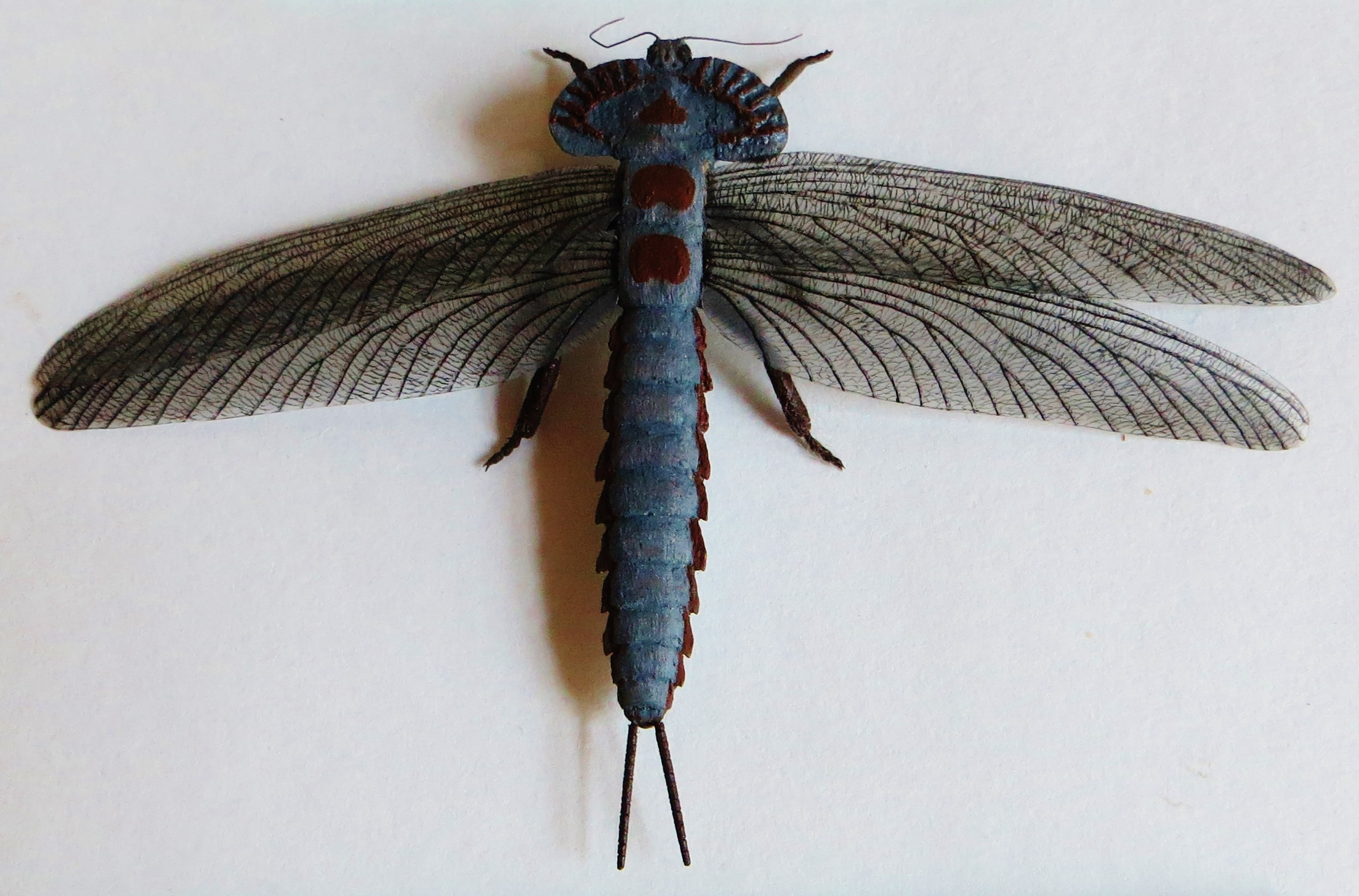
Реконструкция Stilbocrocis heeri

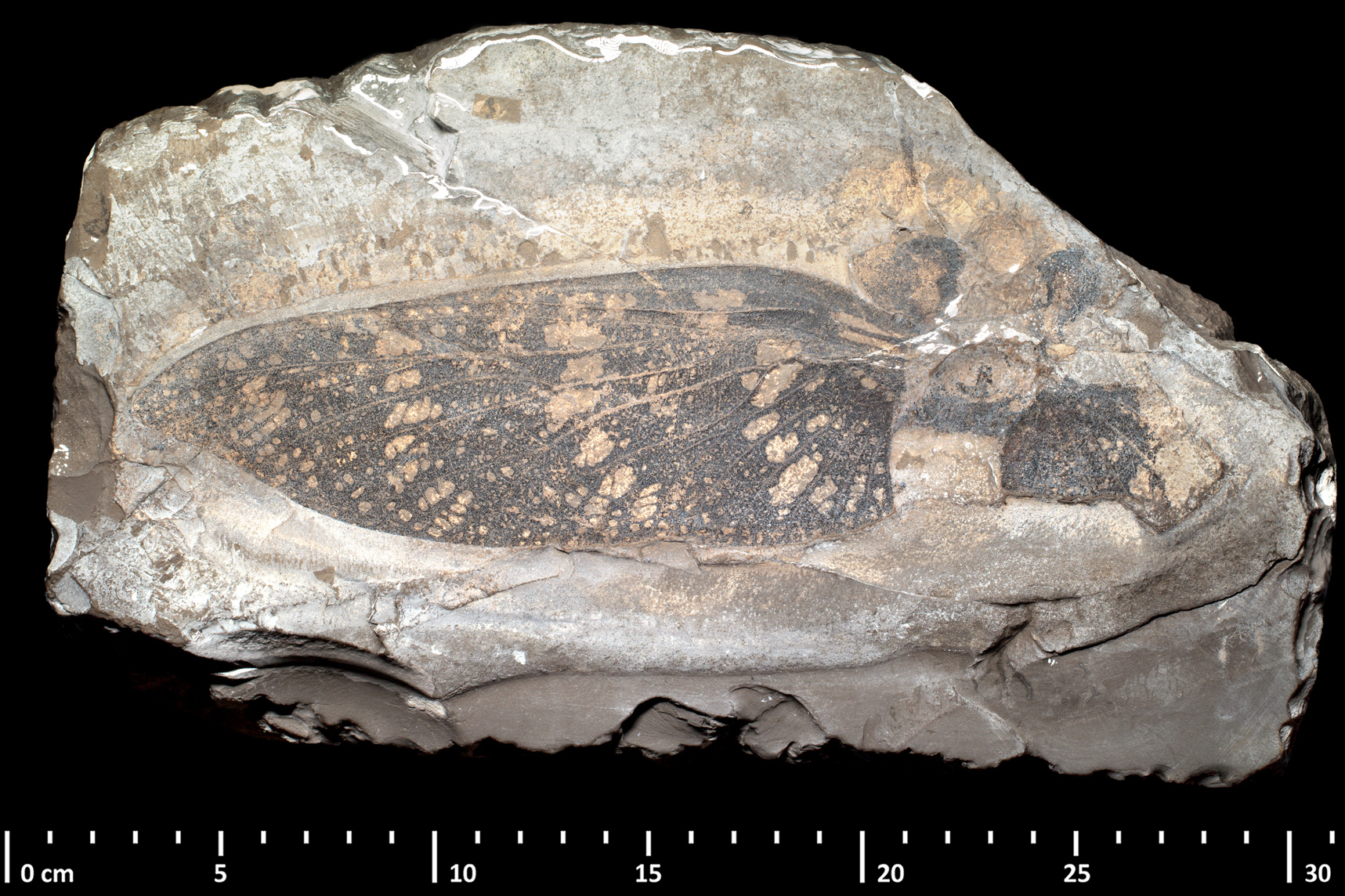
Окаменелость Homoioptera gigantea

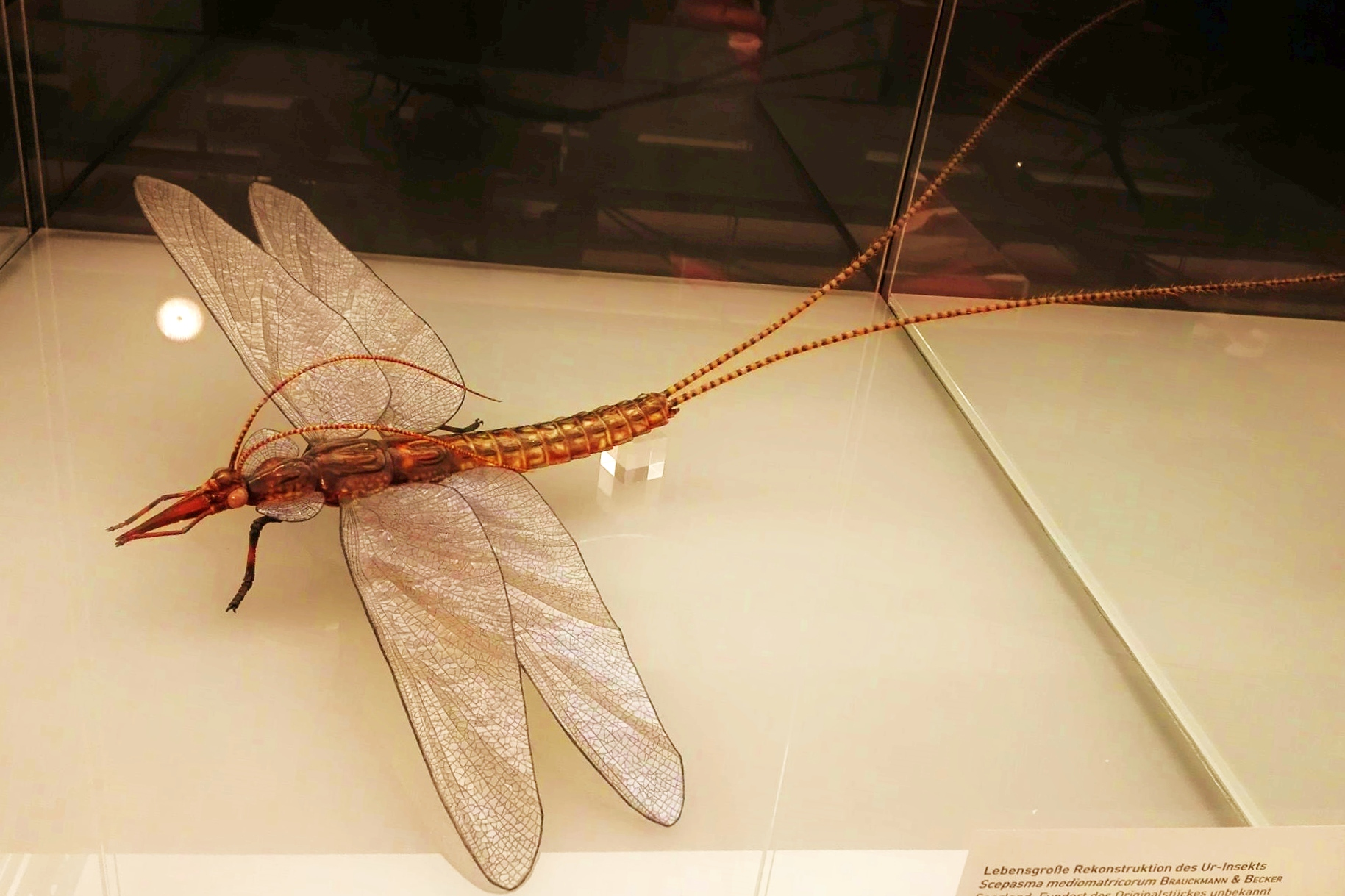
Модель Scepasma mediomatricorum

Палеодиктиоптеры (лат. Palaeodictyoptera, от др.-греч. παλαιά δικτυωτῆς πτέρυξ, буквально — древнее сетчатое крыло) — отряд вымерших крупных крылатых насекомых. Останки представителей отряда встречается в палеозойских отложениях Северного полушария (каменноугольный и пермский периоды). Северная Америка, Европа, Азия. В настоящее время учёными описано 233 ископаемых вида (Zhang, 2013). Более 20 семейств. Очень крупные насекомые, которые в размахе крыльев достигали 40 см, а представители рода Mazothairos (Homoiopteridae) — до 55 см. Ноги короткие и крепкие, напоминали ноги Ephemeroptera. Переднегрудь имела пару лопастей, чаще сердцевидной формы, присоединённых к переднеспинке. Данные лопасти сильно склеротизированы, у многих форм были крупными и заходили сверху за основания передних крыльев. Лопасти имели систему жилок, гомологичную жилкованию крыльев. Церки также очень крупные, почти вдвое длиннее брюшка. Крылья были очень разнообразны по своим размерам и форме. Базальные пластинки крыльев такого же типа, как у Protodonata и стрекоз. Крылья обычно с цветными окантовками и круглыми пятнами, часто покрытые волосками, особенно вдоль жилок у основания крыла, по его краю и на крыловой мембране.
Пермские виды значительно мельче карбоновых, что связывают с исчезновением кормовых растений и появлением хищников. Предположительно обитали в кронах деревьев и питались соками семязачатков с помощью колющего хоботка.

## Описание
Тело толстое, от крупного до очень крупного (размах крыльев более 50 см). Интегумент довольно толстый, мелкозернистый. Голова с сосущим ротовым аппаратом, направленным косо вперед, образована мандибулярными, максиллярными и гипофарингеальными стилетами и прикрыта верхней губой (дорсо-базально) и нижнечелюстными щупиками. Ротовой аппарат от умеренного (Spilapteridae) до очень длинного размера (Eugereonidae). Параноты проторакса либо круглые, либо, как правило, образуют лопасти. Крылья постоянно расправлены (не складывались на брюшке в состоянии покоя). Обе пары крыльев сходны, за исключением незначительных деталей жилкования и более широкого основания в заднем крыле, либо с многочисленными поперечными жилками (редко поперечные жилки образуют поперечные ряды), иногда с явными нигматами (как на крыльях взрослых, так и на личиночных зачатках крыльев Homoiopteridae, Lithomanteidae, Breyeriidae), часто с ярким рисунком (с тёмными полосами у Spilapteridae, Lamproptilidae, Fouqueidae). Продольные жилки прямые или плавно изогнутые, реже CuP и А более сильно изогнуты (Calvertiellidae, Breyeriidae, Eugereonidae); изредка сливаясь на расстоянии, а затем более резко изгибаясь. Жилка C часто проходит субмаргинально, оставляя узкое субкостальное пространство. Из-за постоянно расправленных крыльев взрослая особь была способна только летать и цепляться за растения для кормления, откладывания яиц и отдыха. Голова выдающаяся, M5 утеряна.

## Систематика
Разные специалисты выделяли более 20 семейств (до 40 семейств, половина из которых монотипичные), среди них:
- Archaemegaptilidae: Archaemegaptilus
- Breyeriidae: Breyeria — Hasala — Megaptiloides — Stobbsia
- Calvertiellidae: Calvertiella — Carrizopteryx — Moravia — Moraviptera — Sharovia — Xiaheyanella[11]
- Dictyoneuridae Handlirsh, 1906: — Cleffia — Dictyoneurula — Goldenbergia — Kallenbergia — Macrodictya — Microdictya — Polioptenus — Rotundopteris — Sagenoptera — Schmidtopteron — Siberiodictya — Stenodictya — Stenodictyoneura — Stilbocrocis
- Elmoboriidae: Elmoboria — Oboria
- Eubleptidae: Eubleptus[12]
- Eugereonidae: Eugereon — Dictyoptilus — Peromaptera — Sandiella — Valdeania
- Fouqueidae: Fouquea — Neofouquea
- Graphiptilidae: Graphiptilus — Rhabdoptilus
- Homoiopteridae: Adolarryia — Boltopruvostia — Homoioptera — Larryia — Mazonopterum — Mazothairos — Parathesoneura — Scepasma — Thesoneura — Turneropterum
- Lithomanteidae: Lithomantis — Lusiella — Synarmoge
- Lycocercidae: Lycocercus — Apopappus — Lycodemas — Lycodus — Madera — Notorachis — Polycreagra
- Mecynostomatidae: Mecynostomata
- Megaptilidae: Megaptilus — Lithoptilus
- Spilapteridae: Abaptilon — Baeoneura — Becquerelia — Delitzschala — Dunbaria — Epitethe — Homaloneura — Lamproptilia — Mcluckiepteron — Neuburgia — Palaeoptilus — Paradunbaria — Permiakovia — Sheltoweeptera — Spilaptera — Spiloptilus — Tectoptilus — Vorkutoneura
- Syntonopteridae: Gallolithoneura — Lithoneura — Syntonoptera[13]
- Tchirkovaeidae Sinichenkova, 1979: Tchirkovaea — Paimbia
- Incertae sedis: Althansia — Ametretus — Amousus — Anagesthes — Anthracosta — Asiodictya — Bathytaptus — Bojoptera — Boltonocosta — Catadyesthus — Compsoneura — Diexodus — Eumecoptera — Eurydictyella — Eurythmopteryx — Gegenemene — Haplophlebium — Heolus — Idoptilus — Jongmansia — Kansasia — Lodetiella — Mammia — Mecynoptera — Mecynostomites — Monsteropterum — Palaiotaptus — Palapteris — Paramecynostoma — Paramegaptilus — Platephemera — Propalingenia — Pseudomecynostoma — Psychroptilus — Pteronidia — Rochdalia — Saarlandia — Sabitaptus — Schedoneura — Severinopsis — Titanodictya — Turnbullia